# Solfara Torricchia
La solfara Torricchia o miniera Torricchia  è stata una miniera di zolfo sita in provincia di Enna nei pressi del comune di Regalbuto.
Aperta tra il 1860 e il 1870 è oggi inattiva.